# Campeonato Mundial de Snowboard de 2001
El IV Campeonato Mundial de Snowboard se celebró en la localidad alpina de Madonna di Campiglio (Italia) entre el 23 y el 28 de enero de 2001 bajo la organización de la Federación Internacional de Esquí (FIS).

## Medallistas

### Masculino
| Evento                           | Oro                           | Plata                     | Bronce                      |
| -------------------------------- | ----------------------------- | ------------------------- | --------------------------- |
| Eslalon gigante (22.01)          | Jasey-Jay Anderson · Canadá · | Dejan Košir Eslovenia     | Walter Feichter · Italia ·  |
| Eslalon paralelo (26.01)         | Gilles Jaquet · Suiza         | Daniel Biveson · Suecia   | Stefan Kaltschütz · Austria |
| Eslalon gigante paralelo (24.01) | Nicolas Huet Francia          | Mathieu Chiquet Francia   | Anton Pogue Estados Unidos  |
| Campo a través (28.01)           | Guillaume Nantermod · Suiza   | Markus Ebner · Alemania   | Alexander Maier · Austria   |
| Halfpipe (27.01)                 | Kim Christiansen · Noruega ·  | Daniel Franck · Noruega · | Markus Hurme · Finlandia ·  |

### Femenino
| Evento                           | Oro                   | Plata                           | Bronce                      |
| -------------------------------- | --------------------- | ------------------------------- | --------------------------- |
| Eslalon gigante (23.01)          | Karine Ruby Francia   | Isabelle Blanc Francia          | Dagmar Mair · Italia ·      |
| Eslalon paralelo (26.01)         | Karine Ruby Francia   | Isabelle Blanc Francia          | Carmen Ranigler · Italia    |
| Eslalon gigante paralelo (24.01) | Ursula Bruhin · Suiza | Rosey Fletcher Estados Unidos   | Manuela Riegler · Austria   |
| Campo a través (28.01)           | Karine Ruby Francia   | Emmanuelle Duboc Francia        | Dominique Vallée · Canadá   |
| Halfpipe (27.01)                 | Doriane Vidal Francia | Stine Brun Kjeldaas · Noruega · | Sari Grönholm · Finlandia · |

## Medallero
| Núm. | País           | Oro | Plata | Bronce | Total |
| ---- | -------------- | --- | ----- | ------ | ----- |
| 1    | Francia        | 5   | 4     | 0      | 9     |
| 2    | Suiza          | 3   | 0     | 0      | 3     |
| 3    | Noruega        | 1   | 2     | 0      | 3     |
| 4    | Canadá         | 1   | 0     | 1      | 2     |
| 5    | Estados Unidos | 0   | 1     | 1      | 2     |
| 6    | Alemania       | 0   | 1     | 0      | 1     |
| 6    | Eslovenia      | 0   | 1     | 0      | 1     |
| 6    | Suecia         | 0   | 1     | 0      | 1     |
| 9    | Austria        | 0   | 0     | 3      | 3     |
| 9    | Italia         | 0   | 0     | 3      | 3     |
| 11   | Finlandia      | 0   | 0     | 2      | 2     |
|      | TOTAL          | 10  | 10    | 10     | 30    |